# Dubmood
dubmood, egentligen Kalle Jonsson, är en svensk chipmusiker och musikproducent från Göteborg, bosatt i Marseille. Som medlem i demogruppen Razor 1911 har han under 90- och 00-talet gjort musik till så kallade "crack-intron" och på så sätt blivit ett framstående namn inom scenen för piratkopiering och chipmusik. Under 2004 började Dubmood turnera, och sedan 2008 turnerar han tillsammans med den franska gruppen Massilia Sound System som en del av Oai Star, vars musik han också producerar. 

## Biografi
Dubmood växte upp med datorer och utvecklade tidigt ett intresse för datormusik och crackintron. dubmood som ägde en Atari ST fattade intresse för Atari-scenen i Frankrike som var betydligt mer intressant än den i Sverige. 
Efter en tid på scenen försökte han skapa en egen grupp, men misslyckades, delvis på grund av att det vid det här laget hade slutat utvecklas spel åt Atariplattformen. Hans intresse för crackscenen svalnade därmed, och inspirerad av sin bror gick han istället över till att pröva på ANSI-konst under artistnamnet Phunkie. Det blev dock inte framgångsrikt, och dubmood säger själv att han aldrig har varit särskilt konstnärlig.
Runt åren 1996—1997 skaffade dubmoods pappa en ny dator, och dubmood återupptog sitt intresse för datorgenererad musik. Hans bror hade länge varit involverad i scenen och var tillräckligt duktig för att tjäna pengar på sin ANSI-konst. dubmood som var fascinerad av de demon brodern visade upp när denne kom hem från olika demopartyn, beslöt att tillsammans med några klasskamrater starta en grupp kallad Enzyme. Ingen i Enzyme kunde programmera särskilt väl, vilket ledde till att dubmood tröttnade och istället gick med i den relativt kortlivade norska gruppen Fadeout.
Ett tag var dubmood med i olika så kallade artgroups; grupper som gör beställningsjobb åt crackgrupper utan egna demoavdelningar. Via dessa kom han i kontakt med personer som gjorde crackintron åt demogruppen Razor 1911, och 2000 blev han själv medlem i denna grupp. Så sent som 2009 var han fortfarande aktiv och nykomponerad musik av Dubmood sågs i keygens för gruppen. Sedan 2010 har Razor 1911s demodivision gjort flera framträdande släpp vilket ledde till en två nominationer och en vinst på Scene Awards 2010, demoscenens motsvarighet till Oscar-galan.  

## Musiken
Musiker på Atari ST-plattformen som dubmood säger sig ha influerats av är Paul Shields, Mad Max och Ben Daglish. Andra som dubmood låtit sig inspireras av är bland annat 4-mat, Svenska Akademien, A Tribe Called Quest, Kraftwerk, The Specials, GangStarr och IAM.
Dubmood är enligt The DreamHack Post ett av de större namnen inom chipmusik. Han experimenterar med att blanda olika musikstilar, på senare tid hiphop och chipmusik, en musikstil han kallar chiphop. Han har även producerat renodlad hiphop med olika svenska, engelska och franska rappare. Sedan flytten till södra Frankrike har Dubmood nu etablerat sig som en producent för en ensemble av grupper och projekt, däribland rockgruppen OaiStar vars nya album är helt och hållet komponerat av honom.

### 1996—1999 - Modscenen
Dubmoods tidiga period kan beskrivas mest som en lärokurva med tydliga influenser från dåtida modulmusik och stilar som förekom i dåtidens demo och trackerscen. Melodislingor från TV-spel blandat med 90-tals modultechno, samplade gitarrer och ST-01 ljud var en återkommande faktor. 

### 2000—2003 - Razor 1911 och Crackmusikscenen
Under början av 2000-talet var Dubmoods mest renodlade chipmusikperiod med oändliga mängder poppiga 4kanals-chiptunes med glada enkla harmonier med tydliga influenser av 1990-talets amiga-kompositörer som 4mat, Nuke / Anarchy och W.O.T.W. Dubmood producerade under denna tid över 100 låtar till diverse Keygens, Installers, Crackintros och demos och låtarna var alla uppbyggda på ungefär samma vis och med samma ljudbild. Han gjorde även mycket samproduktioner med den tidens större namn inom chipmusikscenen som  3paq, Sinny, Stalker, Cemik och JosSs men det var speciellt med svenska chipmusikern Zabutom som Dubmoods mest populära låtar skapades. Under denna period kan det talas om en dominans där Dubmood, ofta med zabutom, dominerade alla demoscene-tävlingar de ställde upp i.

### 2004—2006 - Chiphop, Reggae och Fyllecell
Även om Dubmood släppte en låt med namnet Chiphop #1 redan 2001, så var det först 2004 som han på riktigt började producera hiphop med chipljud och Atari ST:s. Han samarbetade först med en lokal rappare, Adde K, vilket ledde till 2 EP och ett minialbum på Nätlabeln Fyllecell, innan han träffade Jönköpingsrapparen Boltes med vilken han turnerade till så sent som 2007. Det var under den här perioden som Dubmood producerade ett tjog med chip-remixar på reggaegruppen Svenska Akademien och även Timbuktus Alla vill till himmelen och Ett Brev, vilket ledde till en mindre internet-hype. Då Dubmood sommaren 2006 flyttade permanent till Marseille stötte han även ihop med MC:s från den smått legendariska franska gruppen Massilia Sound System.

### 2007—2010 - C'etait mieux en RDA
Vintern 2007 plockade Dubmood för första gången upp ett Game Boy för sitt musikskapande. Den minimala interfacet med patterns uppdelade i bara 16 rader istället för vanligtvis 64 eller 128 ledde en monotonare mer repetitiv musik än vad han tidigare producerat. Detta ledde till att hans musik tog en vändning mot den elektroniska dansmusiken. Samtidigt grundade han skivbolaget Data Airlines och började samarbeta med svenska Breakbeat och FidgetDJn Sodamnloud och den franska electroproducenten Facteur. Denna tidens Dubmood kan därför beskrivas som en lo-fi electrohouse och techno-producent.

### 2011—Idag - Overshoot Days
Sedan 2011 har Dubmood turnerat mest i Frankrike som ett tremannaband och släppt en EP i vad som sägs ska bli en trilogi i en mycket bredare stil, där chipmusik blandas med elgitarrer, sång och trummor.

## Diskografi

### Album
- 2004 - Best of 2001-2003 - Razor 1911 (Samling) (Chipdisk)
- 2006 - The (Mighty) Pirate Sessions #1 - Razor 1911/Fyllecell Records FLC010
- 2006 - The (Mighty) Pirate Sessions #2 - Razor 1911/Fyllecell Records FLC011
- 2007 - C'etait mieux en RDA - Razor 1911/Data Airlines/Rebel Petset DATA001
- 2007 - Crackmusic Best of 2004-2007 - Razor 1911/Data Airlines Data002
- 2015 - Force De frappe

### EP
- 2004 - The Message RMX feat. Zabutom - Fyllecell Records FLC006
- 2004 - Shook Ones RMX feat. Zabutom - Fyllecell Records FLC008
- 2007 - Live at Microdisko Marseille feat. Papet-J & Capitaine Armenie - Razor 1911/Fyllecell Records FLC013
- 2007 - Atari-Ska L'Atakk - JAHTARI
- 2008 - Traverse de RN85 - Data Airlines - DATA005
- 2008 - Hypnodisco - Data Airlines - DATA006
- 2008 - Toffelskater - Data Airlines - DATA007

### Förekommer på
- 2001 -  Bastard Artists from Hell - BAFHpack #1 (Artpack/Chipdisk)
- 2001 -  Bastard Artists from Hell - BAFHpack #2 (Artpack/Chipdisk)
- 2001 - Razor 1911 - Chipdisk #1 (Chipdisk)
- 2002 -  Bastard Artists from Hell - BAFHpack #3 (Artpack/Chipdisk)
- 2002 - Chemical Reaction - cROtesque v1 (Samling) (Chipdisk)
- 2002 - Chemical Reaction - miCRO (Chipdisk)
- 2002 -  Bastard Artists from Hell - BAFHpack #4 (Artpack/Chipdisk)
- 2002 - Razor 1911 - Chipdisk #2 (Chipdisk)
- 2002 - Chemical Reaction - cROtesque (Samling) (Chipdisk)
- 2003 - Chemical Reaction - miCRO.v2 elek.tro (Chipdisk)
- 2003 - Razor 1911 - Chipdisk #3 (Chipdisk)
- 2003 - YMRockerz - Popstars! YMR03 (Chipdisk)
- 2003 - Fyllecell & Friends - and then we went to DH 2003... - Fyllecell Records - FLC003
- 2004 - Razor 1911 - Chipdisk #4 - The Essentials (Chipdisk)
- 2004 - Fyllecell & Friends - and then we went to DH 2002... - Fyllecell Records - FLC007
- 2006 - YMRockerz - warptYMe YMR06 (Chipdisk & Floppy)
- 2007 - Svenska Akademien - Akut! Akut! - Swingkids Productions/Bad Taste Records BTR117/SvAK014
- 2007 - Goto80 - Zyndabox - Candymind Records CANDY033
- 2007 - Det Funkar - All eventuell uppvaktning på min 50års dag undanbedes - Swingkids Productions